# Chiesa di San Michele (San Candido)
La chiesa di San Michele è una chiesa situata nel centro di San Candido, in Alto Adige.

## Storia e descrizione

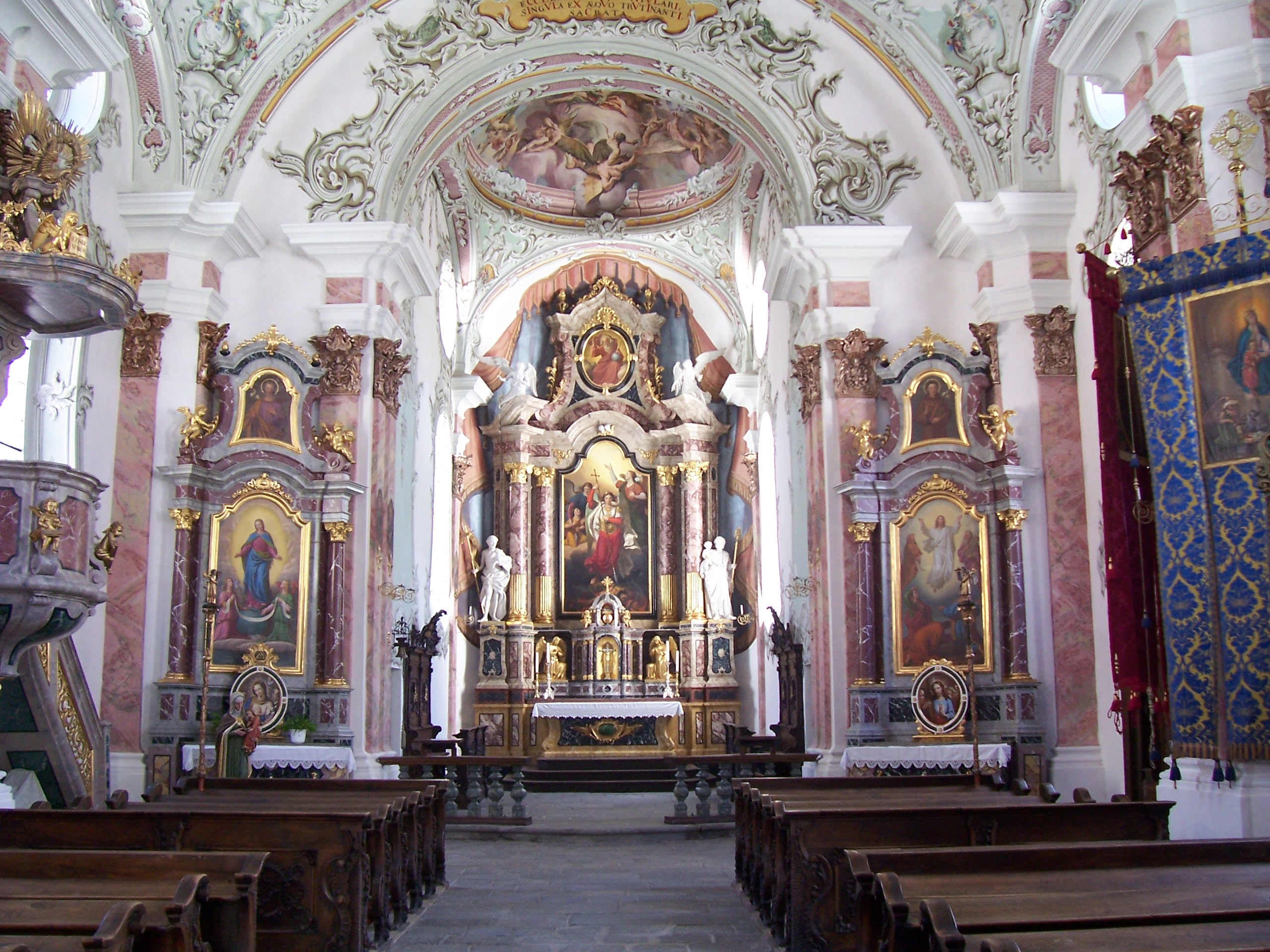
L'interno della chiesa

La chiesa fu edificata ad inizio del Duecento in stile romanico, ma nel 1700 fu ristrutturata basandosi sullo stile Barocco. Nel 1735 fu decorata con ornamenti d'oro per adattarla al Rococò.
La chiesa ha avuto varie modifiche fino al XX secolo. Del progetto originale rimane solamente il campanile.
La parte esterna è caratterizzata dalle finestre ad arco e dalle nicchie con statue.